# Vacallo
Vacallo is een gemeente en plaats in het Zwitserse kanton Ticino, en maakt deel uit van het district Mendrisio.
Vacallo telt 2842 inwoners. Vacallo is een grensdorp en ligt direct naast het Italiaanse Maslianico.